# 振盪天星
小行星469219，又名振盪天星，臨時編號2016 HO3，是一顆發現於2016年4月27日的小行星，被認為是至今發現軌道最穩定的地球的準衛星。
振盪天星是以夏威夷語「振盪的天星」（Kamo`oalewa）命名。

## 概要
當振盪天星環繞太陽時，它看起來也同時環繞地球運轉。雖然它和地球距離過遠，不被認為是地球真正的衛星。它卻可能是至今地球附近的近地天體或準衛星之中最穩定、最好的例子。
喷气推进实验室近地天體研究中心主任保羅·喬達斯（Paul Chodas）表示：「雖然振盪天星環繞地球運轉，但因為它仍然和地球一樣環繞太陽運轉，我們將它視為準衛星」 「另一顆小行星2003 YN107曾經以類似的軌道模式在地球附近運行超過十年，但它已經離開地球鄰近區域。新發現的振盪天星則和地球之間的狀態更加穩定。我們的計算結果顯示，振盪天星已經有將近一個世紀是地球的準衛星，並且之後數百年繼續以現有模式在地球周圍環繞。」
在振盪天星以一年時間環繞太陽期間，大約一半的時間較接近太陽，並且通過地球前方位置；另外半年則距離太陽較遠，並位於地球後方。並且它的軌道面和地球軌道面間有少許夾角，因此每年運轉時會各有一次升上地球軌道面上或沉入下方。實際上，這顆小行星正在和地球進行這即將持續數百年的「蛙跳遊戲」。
振盪天星的軌道也在數十年間經歷了緩慢的來回扭轉。喬達斯表示：「這顆小行星環繞地球的環狀軌道每年都會向前或向後小幅度飄移。但當軌道飄移太過前方或後方時，地球重力會使小行星軌道反向修正，使小行星永遠不會距離地球超過地球與月球距離100倍以上。」「同樣的效應也阻止振盪天星和地球的距離不低於38倍地球與月球距離。也就是說，這顆小行星正在和地球『共舞』。」
振盪天星最早於2016年4月27日由NASA行星防御协调办公室贊助，夏威夷大学操作位於哈萊亞卡拉火山的Pan-STARRS 1望遠鏡拍攝的影像中發現。它的體積尚未完全確認，但可能是40到100公尺。

## 探测
天问二号探测器预计在2026年左右对振盪天星进行近距离观测，并实施采样返回。

## 圖集
- 小行星2016 HO3是個地球周圍的穩定伴侶天體。
- 小行星2016 HO3環繞太陽與地球（模擬檔案）

## 外部連結
- NEODyS（页面存档备份，存于）
- JPL small body （页面存档备份，存于）